# Баварократија
Баварократија се назвао периодом владавине Грчке — од 1832. до 1862. године, односно првих 30 година независне и модерне грчке државности.
Име носи не само порекло краљевског пара (Краљ Ото Грчки и Краљица Амалија од Олденбурга), већ и регенти и Баварски жандармеријски корпус који су почетком овог периода обезбедили јавни ред у земљи.